# Karion Istomin
Karion Istomin (en rus:Карион Истомин) (circa 1640, Kursk - no abans de 1718, Moscou) va ser un poeta, traductor, i un dels primers il·lustradors russos.

## Història

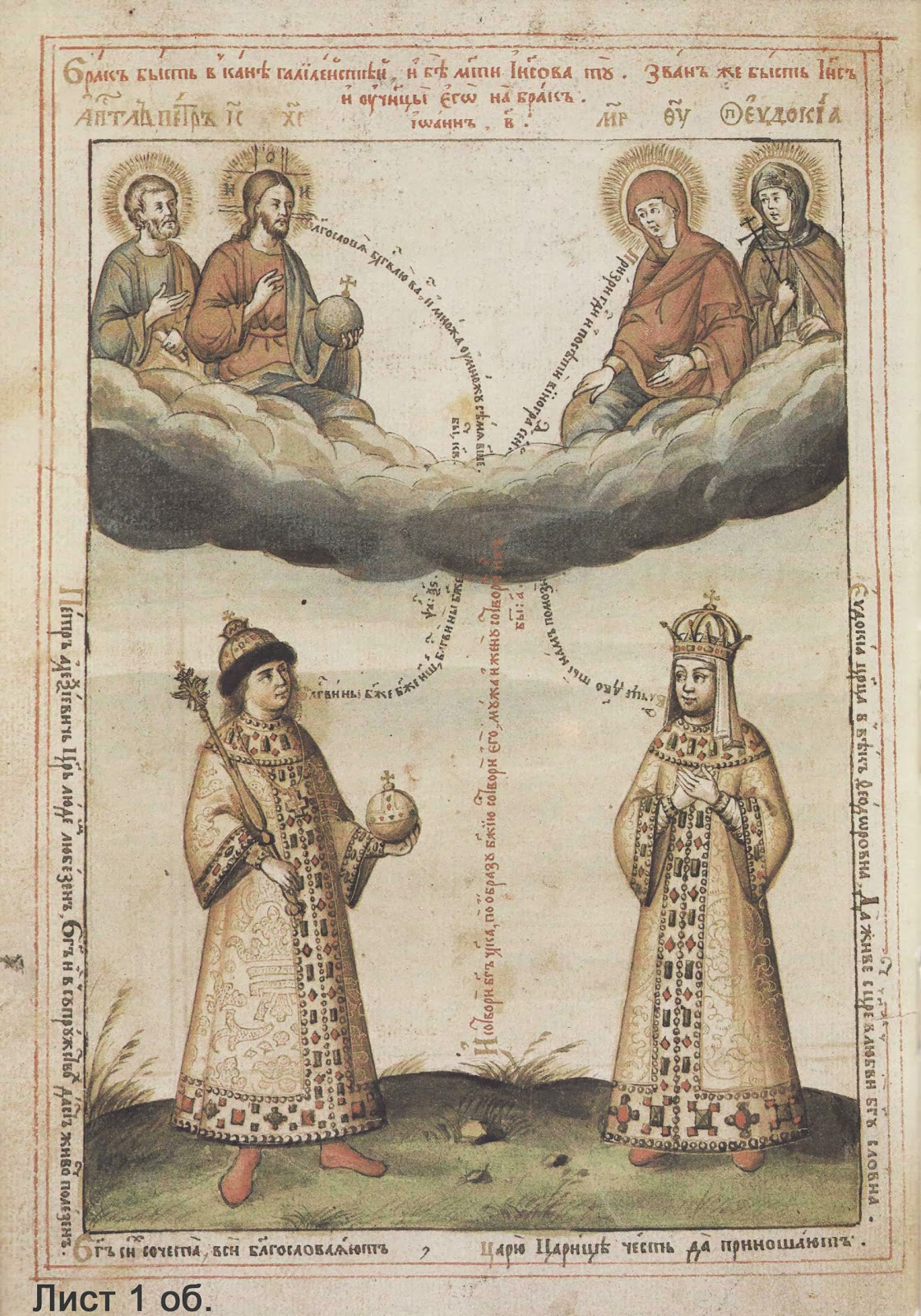
Il·lustració del Llibre del Amor realitzat per Karion Istomin amb motiu de les noces de Pere I de Rússia. (1689)

Istomin va ser un sacerdot celib i després un hegumen en el Monestir de Chudov. Es va graduar a l'escola patriarcal i després va treballar en l'«El Pati de la impressió» entre els anys 1679-1701. Va començar com un habitual escriba, a continuació, va ocupar el càrrec d'editor i més tard es va convertir en el cap d'impressió. És conegut per haver escrit i traduït del llatí obres històriques, religioses i pedagògiques, incloent les seves Aritmètica (Арифметика) i el Llibre de Raonament (Книга вразумления), amb el qual Istomin es va ocupar de l'educació de Pere I quan tenia 11 anys.
A més, va escriure nombroses, oracions, epitafis, panegírics, i poemes edificants. En la dècada de 1690, Istomin va compilar els llibres de l'Alfabet Petit (Малый букварь) i Gran Alfabet (Большой букварь) pel tsarévitx Aleix Petróvitx Romànov, en la qual el vers de va facilitar l'aprenentatge. També va escriure en vers, Les vides dels Sants, un tractat per a nens en edat escolar anomenat Домострой (Domostroi) i un llibre anomenat Полис (Polis), que era una petita enciclopèdia per als lectors més joves, escrita en vers. Contenia característiques de dotze ciències diferents ciències i l'un coneixement geogràfic important.
Sent un partidari actiu de les reformes de Pere I a Moscou, va ser un dels primers a Rússia en adonar-se de la necessitat de la coeducació de nens i nenes. Va elaborar mètodes d'educació escolar, que es van utilitzar a les escoles moscovites durant tot el segle xviii. A la seba mort, va ser enterrat en el cementiri del monestir de Zaikonospassky a Moscou.